# Championnat d'Irlande de football 1904-1905
Navigation
Édition précédente Édition suivante
Le quinzième championnat d'Irlande de football se déroule en 1904-1905. Le championnat s’ouvre un peu plus sur Dublin. Le club de Shelbourne FC vient rejoindre les Bohemians. Il y a maintenant 3 clubs sur 8 qui ne sont pas basés à Belfast (il faut rajouter Derry Celtic aux deux précédemment cités). 
Glentoran FC remporte pour la troisième fois le championnat. Son dernier titre remontait à la saison 1896/1897. À la fin du championnat deux équipes arrivent à égalité de points : Glentoran et Belfast celtic. Un match d’appui est organisé pour désigner le champion d’Irlande. Glentoran bat le Celtic 3-1.
Il n'y a pas de système de promotion/relégation organisé cette année. Toutes les équipes participant au championnat sont maintenues quel que soit le résultat.

## Les 8 clubs participants
- Belfast Celtic
- Bohemian FC
- Cliftonville FC
- Derry Celtic
- Distillery FC
- Glentoran FC
- Linfield FC
- Shelbourne FC

## Classement
| Rang | Équipe          | Pts | J  | G | N | P  | Bp | Bc | Diff |
| ---- | --------------- | --- | -- | - | - | -- | -- | -- | ---- |
| 1    | Glentoran FC    | 21  | 14 | 9 | 3 | 2  | 22 | 12 | +10  |
| 2    | Belfast Celtic  | 21  | 14 | 9 | 3 | 2  | 21 | 10 | +11  |
| 3    | Linfield FC     | 16  | 14 | 6 | 4 | 4  | 18 | 12 | +6   |
| 4    | Distillery FC   | 15  | 14 | 6 | 3 | 5  | 16 | 11 | +5   |
| 5    | Cliftonville FC | 13  | 14 | 6 | 1 | 7  | 17 | 17 | 0    |
| 6    | Shelbourne FC   | 13  | 14 | 5 | 3 | 6  | 15 | 17 | -2   |
| 7    | Derry Celtic    | 7   | 14 | 1 | 5 | 8  | 12 | 31 | -19  |
| 8    | Bohemian FC     | 6   | 14 | 2 | 2 | 10 | 15 | 26 | -11  |

|  | Champion d'Irlande |
|  | Relégation         |

- Match d’appui : Glentoran FC 3-1 Belfast Celtic

## Bilan de la saison
| Tableau d'Honneur                 |               |
| Compétition                       | Vainqueur     |
| Championnat d'Irlande de football | Glentoran FC  |
| Coupe d'Irlande de football       | Distillery FC |

| Promotions et relégations |       |
| Relégués                  | Aucun |
| Promus                    | Aucun |